# Campeonato Mundial de Bádminton de 2005
El XIV Campeonato Mundial de Bádminton se celebró en Anaheim (Estados Unidos) del 15 al 21 de agosto de 2005 bajo la organización de la Federación Internacional de Bádminton (IBF) y la Federación Estadounidense de Bádminton.
Las competiciones se realizaron en el Arrowhead Pond de la ciudad californiana. Un total de 50 selecciones nacionales estuvieron presentes en el evento.

## Países participantes
Participaron 50 naciones de los 5 continentes. El número de competidores se indica entre paréntesis.
| África (ABF)              | América (PABC)                                                                                       | Asia (ABC) | Europa (EBU) | Oceanía (OBC)      |
| ------------------------- | --- | --- | --- | ------------------ |
| Nigeria (2) Sudáfrica (3) | Canadá (14) · Estados Unidos (15) · Guatemala (2) · Perú (5) · Surinam (2) · Trinidad y Tobago (2) · | China (21) China Taipéi(1) Corea del Sur (11) Filipinas (2) Hong Kong (8) India (4) Indonesia (10) Irán (3) Israel (1) Japón (20) Malasia (21) Pakistán (4) Singapur (10) Sri Lanka (1) Tailandia (10) Vietnam (1) | Alemania (8) · Austria (3) · Bélgica (3) · Bulgaria (3) · Dinamarca (16) · Escocia (9) · Eslovenia (8) · España (6) · Estonia (3) · Finlandia (3) · Francia (10) · Gales (2) · Inglaterra (18) · Irlanda (4) · Islandia (2) · Italia (2) · Lituania (1) · Noruega (1) · Países Bajos (7) · Polonia (5) · República Checa (4) · Rusia (4) · Suecia (7) · Suiza (4) · Ucrania (3) | Nueva Zelanda (11) |

## Medallistas
| Evento               | Oro                                     | Plata                                  | Bronce                                                                                                |
| -------------------- | --------------------------------------- | -------------------------------------- | --- |
| Individual masculino | Taufik Hidayat Indonesia                | Lin Dan China                          | Peter Gade Dinamarca Lee Chong Wei Malasia                                                            |
| Dobles masculino     | Tony Gunawan Howard Bach Estados Unidos | Candra Wijaya Sigit Budiarto Indonesia | Luluk Hadiyanto Alvent Yulianto Indonesia Chan Chong Ming Koo Kien Keat Malasia                       |
| Individual femenino  | Xie Xingfang China                      | Zhang Ning China                       | Huaiwen Xu · Alemania Cheng Shao-Chieh · China Taipéi                                                 |
| Dobles femenino      | Yang Wei Zhang Jiewen China             | Gao Ling Huang Sui China               | Zhang Dan Zhang Yawen China Lee Kyung-Won Lee Hyo-Jung Corea del Sur                                  |
| Dobles mixto         | Nova Widianto Liliyana Natsir Indonesia | Xie Zhongbo Zhang Yawen China          | Daniel Shirley Sara Runesten-Petersen Nueva Zelanda Sudket Prapakamol Saralee Thungthongkam Tailandia |

## Medallero
| Núm. | País           | Oro | Plata | Bronce | Total |
| ---- | -------------- | --- | ----- | ------ | ----- |
| 1    | China          | 2   | 4     | 1      | 7     |
| 2    | Indonesia      | 2   | 1     | 1      | 5     |
| 3    | Estados Unidos | 1   | 0     | 0      | 1     |
| 4    | Malasia        | 0   | 0     | 2      | 2     |
| 5    | Alemania       | 0   | 0     | 1      | 1     |
| 5    | China Taipéi   | 0   | 0     | 1      | 1     |
| 5    | Corea del Sur  | 0   | 0     | 1      | 1     |
| 5    | Dinamarca      | 0   | 0     | 1      | 1     |
| 5    | Nueva Zelanda  | 0   | 0     | 1      | 1     |
| 5    | Tailandia      | 0   | 0     | 1      | 1     |
|      | TOTAL          | 5   | 5     | 10     | 20    |